# نادي رويال (دبي)
نادي رويال نادي كرة قدم إماراتي من الأندية الخاصة يلعب في دوري الدرجة الثانية الإماراتي ويقع في دبي .

## مسيرة الفريق
تأسس الفريق في عام 2021, و بدأ الفريق في المشاركة في مسابقات الإتحاد الإمارات و شارك في دوري الدرجة الثانية الإماراتي و صعد إلى دوري الدرجة الثانية الإماراتي بعد فوزه باللقب في موسم 2022-2023.